# Michal Cyprich
Michal Cyprich (22. září 1921 – 16. července 1982) byl slovenský a československý politik Komunistické strany Slovenska, poúnorový poslanec Národního shromáždění ČSSR a poslanec Sněmovny lidu a Sněmovny národů Federálního shromáždění za normalizace.

## Biografie
Ve volbách roku 1960 byl zvolen za KSS do Národního shromáždění ČSSR za Středoslovenský kraj. Mandát obhájil ve volbách v roce 1964. V Národním shromáždění zasedal až do konce jeho funkčního období v roce 1968. K roku 1968 se uvádí profesně jako úředník, bytem ve městě Čadca.
Po federalizaci Československa usedl roku 1969 do Sněmovny lidu Federálního shromáždění (volební obvod Čadca). Mandát obhájil ve volbách v roce 1971. Ve volbách v roce 1976 byl zvolen do Sněmovny národů Federálního shromáždění. V ní setrval i po volbách v roce 1981. V parlamentu zasedal do své smrti roku 1982. Pak místo něj nastoupil František Hrudál.
Před odchodem do penze působil jako předseda ONV v Čadci (jako předseda ONV se připomíná už k roku 1971). Byl mu udělen Řád práce, vyznamenání Za zásluhy o výstavbu a další vyznamenání. Ve funkci předsedy ONV se uvádí ještě k roku 1975.